# Andrew Bagnall

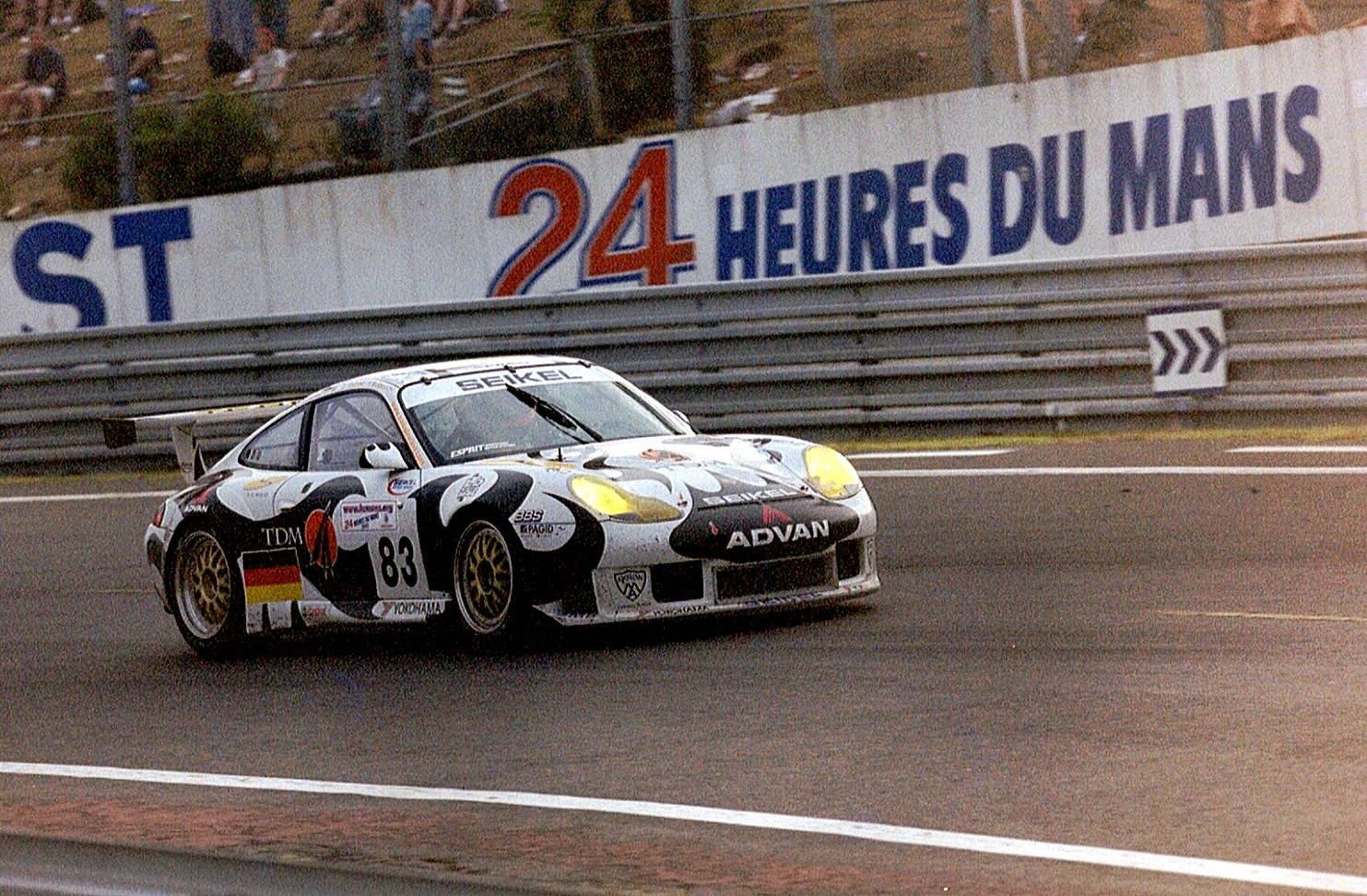
Der Porsche 911 GT3-R von Tony Burgess, Andrew Bagnall und David Shep beim 24-Stunden-Rennen von Le Mans 2003

Andrew Bagnall (* 15. Februar 1947 in Wellington) ist ein ehemaliger neuseeländischer Autorennfahrer.

## Karriere als Rennfahrer
Andrew Bagnall war in seiner langen Karriere vor allem in Neuseeland und Australien als Touren- und Sportwagenpilot aktiv. In den 1990er-Jahren kam er auch nach Europa und nach Nordamerika, um dort Rennen zu fahren. Er bestritt Rennen in der FIA-GT-Meisterschaft sowie der American Le Mans Series und ging viermal beim 24-Stunden-Rennen von Le Mans an den Start. Sein Debüt gab er 1996 mit dem 17. Gesamtrang. Seine beste Platzierung im Schlussklassement erreichte er 2001 mit dem 12. Endrang.

## Statistik

### Le-Mans-Ergebnisse
| Jahr | Team                | Fahrzeug           | Teamkollege      | Teamkollege  | Platzierung | Ausfallgrund     |
| ---- | ------------------- | ------------------ | ---------------- | ------------ | ----------- | ---------------- |
| 1996 | New Hardware Racing | Porsche 911 GT2    | Stéphane Ortelli | Andy Pilgrim | Rang 17     |                  |
| 2001 | Seikel Motorsport   | Porsche 911 GT3-R  | Max Cohen-Olivar | Tony Burgess | Rang 12     |                  |
| 2003 | Seikel Motorsport   | Porsche 911 GT3-R  | David Shep       | Tony Burgess | Ausfall     | Kraftübertragung |
| 2004 | Seikel Motorsport   | Porsche 911 GT3-RS | Philip Collin    | Tony Burgess | Rang 15     |                  |

### Sebring-Ergebnisse
| Jahr | Team              | Fahrzeug           | Teamkollege   | Teamkollege  | Platzierung | Ausfallgrund |
| ---- | ----------------- | ------------------ | ------------- | ------------ | ----------- | ------------ |
| 2001 | Seikel Motorsport | Porsche 911 GT3-R  | Philip Collin | Tony Burgess | Ausfall     | Aufhängung   |
| 2002 | Seikel Motorsport | Porsche 911 GT3-RS | Philip Collin | Hugh Plumb   | Rang 14     |              |